# Rhipidolestes
Rhipidolestes is een geslacht van libellen (Odonata) uit de familie van de Megapodagrionidae (Vlakvleugeljuffers).

## Soorten
Rhipidolestes omvat 24 soorten:
- Rhipidolestes aculeatus Ris, 1912
- Rhipidolestes alleni Wilson, 2000
- Rhipidolestes amamiensis Ishida, 2005
- Rhipidolestes apicatus Navás, 1934
- Rhipidolestes asatoi Asahina, 1994
- Rhipidolestes bastiaani Zhu & Yang, 1998
- Rhipidolestes bidens Schmidt, 1931
- Rhipidolestes chaoi Wilson, 2004
- Rhipidolestes cyanoflavus Wilson, 2000
- Rhipidolestes fascia Zhou, 2003
- Rhipidolestes hiraoi Yamamoto, 1955
- Rhipidolestes janetae Wilson, 1997
- Rhipidolestes jucundus Lieftinck, 1948
- Rhipidolestes laui Wilson & Reels, 2003
- Rhipidolestes lii Zhou, 2003
- Rhipidolestes malaisei Lieftinck, 1948
- Rhipidolestes nectans (Needham, 1929)
- Rhipidolestes okinawanus Asahina, 1951
- Rhipidolestes owadai Asahina, 1997
- Rhipidolestes pallidistigma (Fraser, 1926)
- Rhipidolestes rubripes (Navás, 1936)
- Rhipidolestes shozoi Ishida, 2005
- Rhipidolestes truncatidens Schmidt, 1931
- Rhipidolestes yangbingi Davies, 1998